# Torneo de Múnich 2021
El BMW Open by FWU 2021 fue un torneo de tenis que perteneció a la ATP en la categoría de ATP World Tour 250. Se disputó entre el 26 de abril y el 2 de mayo de 2021 sobre polvo de ladrillo en el MTTC Iphitos en Múnich (Alemania).

## Distribución de puntos
| Modalidad            | Campeón | Finalista | Semifinales | Cuartos de final | 2ª ronda | 1ª ronda | Clasificados | 2ª ronda de clasificación | 1ª ronda de clasificación |
| Individual masculino | 250     | 165       | 100         | 50               | 25       | 0        | 13           | 7                         | 0                         |
| Dobles masculino     | 250     | 150       | 90          | 45               | 20       | 0        | -            | -                         | -                         |

## Cabezas de serie

### Individuales masculino
| Tenista              | Ranking | Preclasificado |
| Alexander Zverev     | 6       | 1              |
| Casper Ruud          | 24      | 2              |
| Aslán Karatsev       | 28      | 3              |
| Filip Krajinović     | 33      | 4              |
| Nikoloz Basilashvili | 36      | 5              |
| Dušan Lajović        | 37      | 6              |
| Jan-Lennard Struff   | 40      | 7              |
| John Millman         | 43      | 8              |

- Ranking del 19 de abril de 2021.[2]

### Dobles masculino
| Tenista                       | Ranking | Preclasificado |
| Wesley Koolhof Kevin Krawietz | 30      | 1              |
| John Peers Luke Saville       | 62      | 2              |
| Sander Gillé Joran Vliegen    | 67      | 3              |
| Marcus Daniell Philipp Oswald | 71      | 4              |

## Campeones

### Individual masculino
Nikoloz Basilashvili venció a  Jan-Lennard Struff por 6-4, 7-6(7-5)

### Dobles masculino
Wesley Koolhof /  Kevin Krawietz vencieron a  Sander Gillé /  Joran Vliegen por 4-6, 6-4, [10-5]